# 대만고도

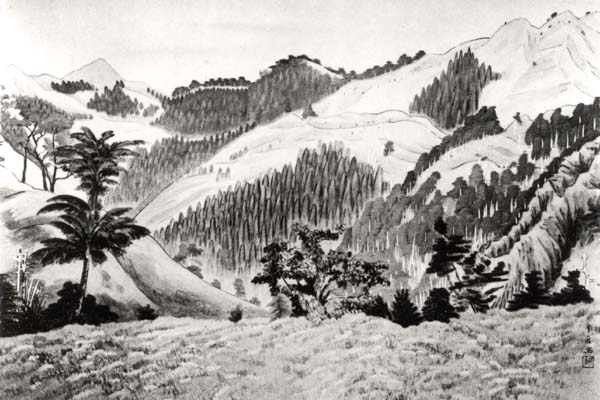
대만일치시기 화가 무라카미 무라가 그린 《팔통관》(八通關)

대만고도(台灣古道)는 일반적으로 현대 시기 이전부터 있던 대만의 옛 도로들을 가리킨다.  이 길들에는 이전 세대가 남긴 유물과 유적이 포함되어 있어 역사적, 문화적, 학술적 연구 가치가 있다. 예로부터 주민들은 각자가 생활하는 지역 사이의 교역과 교통을  위하여 숲 사이를 지나고 높은 산 사이의 고개를 넘어야 하였다.

## 개요
대만의 전후 초기에는 기존의 옛 도로를 현대화 하고 고속도로와 산업도로의 기반으로 활용하는 것에만 관심이 있었고, 또한 대만일치시기의 도로들은 의도적으로 파괴하기도 하였다. 청일 전쟁 이후에 대만을 식민 통치했던 일본 제국은 대만 원주민을 강제 이주시키면서 산림 출입을 막고 산림 자원을 강제로 빼앗아 산과 숲의 옛도로들 가운데 상당수가 소멸되어 갔다. 1980년대 이후 등산객들이 찾는 경우가 많아지고 지리역사학자들의 관심을 받으면서 옛 길들이 주목받기 시작하였으며, 고대 도로의 역사와 유물에 대한 현장 조사가 시작되었다. 그 결과 더 많은 연구가 진행되고 서적 등을 통해 소개되었고 정부는 관광 및 스포츠 사업으로 각지의 고대 도로를 정리하기 시작하여 대만고도가 사람들에게 널리 알려지게 되었다.
정부의 정리 및 홍보 사업과 함께 더 많은 고대 도로가 점차 발견되고 이해되면서 지금의 보존 및 이용 상황에 이르게 되었다. 대만고도 중에는 버려지거나 사라진 곳도 있고, 발견되지 않거나 세상에 공개되지 않은 곳도 있는데, 일부는 그대로 보존되어 등산로로 삼거나 산악 관리인의 순찰 경로로 사용되고 있다. 대만전력공사는 중양산맥의 넝가오유에링도(能高越嶺道)를 따라 송전선을 설치하면서 도로 보전도 함께 진행하였다.
한편 1940년대부터 1980년대까지 대만은 정치적 변화와 양안 긴장을 겪었고, 이 기간 동안 대만은 전후 재건을 위한 다양한 경제개발계획이 절실하여 옛 도로들 가운데 상당수를 현대화 하여 각지의 고대 도로를 기반으로 하였던 산간 비포장 도로와 평탄한 자갈 도로가 점차 아스팔트로 변모하였다. 이 길들은 다시 아스팔트 콘크리트로 포장된 중화민국의 일반 국도로 변화하였다.
1970년 이후 대만은 미국의 영향을 받아 생태보전과 자연보호에 대한 관심이 커지기 시작했다. 1980년대에 들어 정부가 12개 건설계획을 시행하면서 바통관 고도를 신중헝 국도의 일부로 개발하려고 하자 생태보전과 자연보호를 지지하는 시민환경단체와 학자들이 반대운동을 벌였다. 6 차례에 걸친 저항과 정책 조정 끝에 1991년 마침내 바통관 고도의 보존이 확정되었다.
1995년 1시간이 걸리는 타이26선의 타이둥 - 컨딩 구간의 운행 시간을 단축하기 위해 교통부 공로총국이 쉬하이와 안수오 사이의 아랑이고도(阿朗壹古道)를 일반 국도로 개발할 계획을 세웠다. 2001년 환경영향평가가 통과된 이후 비정부 환경단체와 학계는 대만의 유일한 원시 해안 도로인 아랑이고도를 보존하기 위해 노력해 왔으며, 핑둥현 정부도 아랑이고도의 개발로 쉬하이 - 안수오 구간의 경관과 생태 훼손을 우려하였다. 수년간의 투쟁 끝에 2012년 1월 18일 핑둥현 정부는 쉬하이 - 관인비 구간을 자연보호구역으로 지정하였다.

## 역사적 배경
대만 원주민은 수천년 동안 대만의 평야와 산지에 거주해 오면서 각 민족의 확장과 분산, 새로운 사냥터나 경작지 탐색, 다양한 민족 간의 갈등 등을 겪으며 대만의 전역에 걸쳐 살아왔다. 근세 이후 한족의 이주가 늘어나자 원주민들을 원래의 거주지를 떠나 점차 오지로 이동하였고 이러한 이주가 험한 산맥을 넘는 옛 도로 형성의 배경이 되었다.
다양한 민족들 가운데 아타얄족은 현재의 난터우현에 있던 초기 거주지에서 동쪽과 북쪽으로 이주하면서 쉐산산맥 북부와 중양산맥에 많은 도로를 형성하였다. 초우족 과 부눈족은 서부 평야의 초기 거주지에서 난터우 중부로 들어와 계속하여 동쪽과 남쪽으로 이동하면서 난터우, 중양산맥 중부, 위산산맥 내에 통로를 형성했다. 파이완족과 루카이족의 활동 범위는 모두 중양산맥 남부에 걸쳐 있으며, 대만 남부의 주요 산맥 횡단경로를 형성하였다. 그 밖에도 먀오리 산맥의 싸이샤족, 하이안산맥의 아미족과 베이난족, 청나라 시기에 주로 이주한 핑푸족 등의 이동들도 많은 옛 도로 형성의 배경이 되었다.

### 초기 한족이 개척한 길
명나라 말기부터 해금정책이 점차 철폐되면서 푸젠성, 광둥성 출신의 한족이 대만으로 이주하기 시작하였고, 네덜란드령 포르모사 시기부터 꾸준히 늘던 한족의 유입은 동녕국의 적극적인 이주 정책으로 크게 늘어났다. 동녕국이 청나라에 복속된 뒤로도 당국은 한족 유입을 적극적으로 유도하면서 자난평야를 중심으로 서쪽 평원에 정착지를 세우고 중부와 북부를 향하여 확장하여 나갔다.
초기 한족 거주지는 육상교통이 발달하지 않아 수운에 의존하였으나, 인구 증가로 서부 지역이 개발됨에 따라 육상교통의 중요성이 커져 베이이 고도가 형성되었지만 청나라 시기 번계를 벗어나지 못하도록 한 금령으로 산악지역의 옛 도로는 소실되었다.

### 청말의 "개산무번"
청나라는 한족 이주민이 번계(番界)를 넘어 대만의 내륙 산지로 진출하지 못하도록 하는 금령을 시행하였지만 1874년 모란사 사건을 계기로 산간지역을 식민지화하기로 결정하였다. 흠차대신 심보정을 군대와 함께 파견하여 사건을 일단락 지은 후 기존의 금령을 풀고 대만 동부를 식민화하는 개산무번 정책을 시행하였다.
1874년 - 1875년 사이 심보정은 북로, 중로, 남로의 세 곳으로 군대를 보내 산맥을 가로지르는 도로 세 곳을 개통하였다. 북로는 푸첸육로로 쑤아오진에서 오늘날 화롄시 지역인 치지(奇萊)까지 건설되었고 오늘날 쑤화공로의 전신이 되었다. 중로는 오늘날 주산진 지역인 린유푸(林圯埔)에서 오늘날 화롄현 위리진 지역인 푸시가오(璞石閣)까지 건설된 바통관 고도(八通關古道)이다. 남로는 오늘날 핑둥현 완롼향 지역인 치샨(赤山)에서 오늘날 타이둥시 지역인 베이난(卑南)까지 건설되어 치샨베이난로로 알려져 있다. 남로군은 산의 개간 과정에서 원주민의 거센 저항에 부딪혔고 길을 따라 요새를 건설하며 도로를 놓아 1년 만에 총 859리의 길을 놓았다. 이후 1882년 팡랴오향에서 베이난향까지 새로운 남로가 건설되었다.
청불 전쟁 이후 청나라는 복건대만성을 설치하여 푸젠성 산하에 있던 대만을 성으로 격상시켰다. 1885년 우라이에서 이란까지 개통한 도로는 오늘날 베이이 고속공로가 되었다. 1886년에는 자이 - 베이난 도로가, 1887년에는 지지 -  수이웨이(水尾, 오늘날 루이수이) 도로가 건설되었다.

### 일치시기 경비도로
1895년 시모노세키 조약으로 대만은 일본에 할양되었고, 일본은 1910년 번무서를 설치하고 산간지역 주민을 통제하기 위해 각지에 경찰서를 세웠다. 이들의 연락을 위한 도로가 필요하여 경비도로가 건설되었다. 경비도로의 상당수는 청말의 개산무번 당시 만들어진 도로를 개량한 것이다. 1914년부터 1928년까지 총 14개의 산악경비도로가 건설되었다. 타이8선이나 관샨유에링 고도(關山越嶺古道)와 같은 길들은 이 시기 놓인 것이다.

## 종류

### 보존 상태별 구분
2006년 현재 대만고도의 보존 상태는 세 가지 범주로 나눌 수 있다.
1. 고속도로 또는 산업도로화: 전후 교통이 발달하면서 청나라나 일제 시대에 남겨진 고대 도로 중 상당수가 고속도로나 산업도로 건설의 기반이 되었다. 이 경우 옛 도로의 모습은 거의 사라졌다.
2. 등산로 또는 관광명소화: 주로 산지에 난 옛 도로로 산업화에 적합하지 않아 방치되었다가 최근 관광지화 되었다.
3. 소멸: 원주민의 강제 이주 정책으로 산림 속의 마을이 사라진 경우 옛 길도 함께 소멸하였다. 최근 등산로로 다시 개발되고 있다.

### 지형에 따른 구분
1. 고갯길: 유예링고도(越嶺古道)는 산을 넘는 고갯길이다. 대만은 중앙에 높은 산맥이 자리 잡고 있어 산지가 많아 다양한 고갯길들이 있다.
2. 개울길: 시도로(溪道路)는 개울을 따라 난 길이다. 마리커완고도(馬里科灣古道)와 같은 길들이 있다.
3. 평지도로: 평야에 난 옛 도로는 대부분 현대화되어 거의 남아있지 않다. 타이난과 자이 지역을 잇는 톄셴챠오고도(鐵線橋古道)가 이 범주에 속한다.
4. 해안도로: 해안을 따라 난 옛 도로이다. 대표적으로 쑤화도로(蘇花道路)가 있다.

## 참고문헌
- 劉克襄《台灣舊路踏查記》，台北：玉山出版公司，1995年。ISBN 957-9361-03-7
- 《台灣古道特輯》，台北：國民旅遊出版社，1999年。 ISBN 957-8554-66-4
- 黃炫星《台灣的古道》，台中：台灣省政府新聞處，1991年。
- 《台灣南北古道大縱走》，台北。聯經出版社，2003年。ISBN 957-08-2658-4
- 王一婷《台灣的古道》，台北，遠足文化事業，2002年。ISBN 986-80154-2-1